# Douglas Aurélio
Douglas Aurélio (n. Teófilo Otoni, Minas Gerais, 27 de marzo de 1999) es un futbolista brasileño con nacionalidad portuguesa que juega de mediocentro ofensivo en las filas del Club Deportivo Castellón de la La liga Hypermotion.

## Trayectoria
Aurélio es un jugador nacido en Teófilo Otoni, formado en las categorías inferiores del Loures, CD San Roque de Lepe, Club Deportivo y Cultural Nuevo Molino y Real S.C., hasta 2014 cuando ingresó en la cantera del Sporting de Lisboa.
Con el juvenil lisboeta disputó la UEFA Youth League durante dos temporadas consecutivas, desde 2016 a 2018. 
En la temporada 2018-19, firma por el Belenenses Futebol SAD para jugar en su filial durante temporada y media, con el que disputó 37 partidos y anotó siete goles. 
El 12 de mayo de 2019, hizo su debut con el primer equipo del  Belenenses SAD en la Primeira Liga en una derrota frente al Vitória S.C. que acabaría con derrota por 5 goles a 1.
En enero de 2020, firma por el Grupo Desportivo Estoril Praia para jugar en su filial durante temporada y media.
En julio de 2021, firma por el Pafos Football Club de la Primera División de Chipre, anotando cuatro goles en 24 partidos.
El 15 de junio de 2022, es cedido por el conjunto chipriota al Riga Football Club de la Primera Liga de Letonia.
El 3 de febrero de 2023, regresa en propiedad al Riga Football Club, donde obtendría un bagaje de 68 partidos marcando 17 goles.
El 23 de enero de 2024, firma por el Club Deportivo Castellón de la Primera División RFEF.

## Clubes
| Club                                  | País     | Año       |
| ------------------------------------- | -------- | --------- |
| Belenenses Futebol SAD Sub-23         | Portugal | 2018-2019 |
| Grupo Desportivo Estoril Praia Sub-23 | Portugal | 2020-2021 |
| Pafos Football Club                   | Chipre   | 2021-2023 |
| Riga Football Club (cedido)           | Letonia  | 2022      |
| Riga Football Club                    | Letonia  | 2023      |
| Club Deportivo Castellón              | España   | 2024-     |